# Operatie Paula
Operatie Paula was een codenaam gebruikt voor een Duitse militaire operatie tijdens de Tweede Wereldoorlog. De operatie had als doel om met de Luftwaffe de resterende Franse jachtvliegtuigen van de Franse luchtmacht te vernietigen. In mei 1940 was Frankrijk grotendeels verslagen en waren de Britse troepen via Duinkerke gevlucht naar hun eigen land (Operatie Dynamo). Met Fall Rot was Duitsland aan de tweede fase begonnen van het bezetten van Frankrijk. Hiervoor was luchtoverwicht nodig, waarvoor operatie Paula werd uitgevoerd.
Hugo Sperrle had de plannen bedacht voor de operatie. Voor de operatie werden vijf Duitse vliegkorpsen ingezet, die gezamenlijk circa 1100 vliegtuigen bevatten. Oorspronkelijk was het doel om op 30 mei de vliegvelden rondom Parijs te bombarderen. Door slecht weer werd de start van de operatie uitgesteld naar 3 juni 1940. De Britse veiligheidsdienst had de plannen onderschept en Frankrijk vooraf gewaarschuwd. Hierdoor kon de Franse luchtmacht de Duitse vliegtuigen onderscheppen. De Duitse bommenwerpers konden wel enkele hangars en vliegtuigen vernietigen op de Franse vliegvelden, maar het beoogde resultaat van de Luftwaffe werd niet bereikt.